# متان‌سولفونیل فلوئورید
متان سولفونیل فلوئورید (انگلیسی: Methanesulfonyl fluoride) یا به طور مخفف MSF جزء مهارکننده های قوی استیل کولین استراز است.